# Fabriciana callisto
Fabriciana callisto är en fjärilsart som beskrevs av Cabeau 1922. Fabriciana callisto ingår i släktet Fabriciana och familjen praktfjärilar. Inga underarter finns listade i Catalogue of Life.